# Нечаев, Константин Петрович
Константин Петрович Нечаев (19 [31] мая 1883, Лодзь, Петроковская губерния — 5 февраля 1946, Чита) — российский и китайский военачальник, участник Первой мировой войны, подполковник Русской императорской армии.
Активный участник Гражданской войны в России, один из подчинённых генерала Каппеля — генерал-лейтенант Русской армии, кавалер «колчаковского» ордена святого Георгия IV-й степени, белоэмигрант, последовательный антикоммунист, генерал Маньчжурской армии, командир русской бригады на службе у правителя Манчжурии Чжан Цзолиня. Известный военачальник Гражданской войны в Китае.

## Ранние годы
Константин Петрович Нечаев родился 19 (31) мая 1883 года в Лодзи в русской дворянской семье, числившейся по Московской губернии. Окончил приготовительный класс Лодзинской мужской гимназии, 2-й Московский кадетский корпус в 1902 году и Тверское кавалерийское училище 9 августа 1904 года по 2 разряду. Выпущен из училища корнетом в 14-й Литовский драгунский полк 1-й бригады 5-й Кавалерийской дивизии 9 августа 1904 года. В 1907 году — корнет 13-го Каргопольского драгунского полка той же бригады. 1 сентября 1908 года — поручик 5-го (13-го) Каргопольского драгунского полка со старшинством 9 августа того же года. 10 сентября 1912 года года — штабс-ротмистр того же полка со старшинством 9 августа того же года.

## Первая мировая война
Участник Первой мировой войны в составе Каргопольского 5-го драгунского полка. С 27 сентября 1914 года — штабс-ротмистр, командующий 2-м эскадроном. С 1915 года ротмистр — командир 3-го эскадрона. С осени 1916 года — штаб-офицер Каргопольского 5-го драгунского полка.
За личную храбрость и умелое командование вверенным ему подразделением в боях Первой мировой войны награждён рядом орденов Российской империи различных степеней с отличиями «за боевые подвиги».
С 1917 года — подполковник.

## Гражданская война — «главный кавалерист Каппеля»
После расформирования Каргопольского 5-го драгунского полка в январе 1918 года выехал в Самару. В августе того же года вступил в Народную армию самарского Комуча генерала Каппеля — командовал офицерским эскадроном. С 27 августа 1918 года командир 1-го Казанского кавалерийского добровольческого полка Народной армии самарского КОМУЧа. В сентябре 1918 года в бывших казармах Каргопольского 5-го драгунского полка в Казани организовал и возглавил Волжский драгунский полк в составе 1-го Волжского армейского корпуса генерала Каппеля. Прославился как мастер манёвренной войны. Именно в этот период приобрела широкую известность нечаевская максима: 
У кавалерии тыла и флангов не бывает!'
С начала 1919 года — командир Волжской кавалерийской бригады в составе 1-го Волжского армейского корпуса генерала Каппеля. Командовал этой бригадой в боях под Уфой, в Златоустовской, Челябинской и Тобольско-Петропавловской операциях. С марта 1919 года — генерал-майор. Награждён колчаковским орденом святого Георгия IV-й степени.
Под командованием Нечаева бригада в составе Волжской группы проделала Великий Сибирский Ледяной поход. В переходе от Байкала до Читы бригадным лошадям не хватило места в эшелонах, бригада была вынуждена на лютом морозе продолжить свой путь в конном строю. К приходу нечаевцев в Читу пало 70 % конского состава бригады, однако подразделение сохранило боеспособность.
В 1920 году остатки бригады были сведены в Волжский драгунский имени генерала Каппеля полк Дальне-Восточной армии. Командование полком принял генерал Нечаев. В марте-октябре 1920 года — начальник Читинского гарнизона, командир 1-й Маньчжурской конной дивизии, со 2 сентября 1920 года — командир 1-й Сводной Маньчжурской имени атамана Семёнова дивизии. В 1921 году — в Приморье, генерал-лейтенант. С 26 января 1921 года — командир Сводной кавалерийской бригады Южно-Уссурийского района. С 11 по 23 февраля 1921 года — временно исправляющий должность заместителя главнокомандующего всеми Вооруженными силами Российской Восточной окраины и начальника Южно-Уссурийского района.

## Межвоенный период
В 1921 году уволился из армии и уехал из Владивостока в Харбин, где вместе с женой занимался извозным промыслом. Именно в этот период генерал Молчанов — вообще скептически относившийся к командным способностям своих товарищей по борьбе, — пытаясь отговорить генерала Дитерихса от проведения Приморской операции, среди прочего заметил, в свойственной ему полусаркастической манере, что для выполнения подобного фантастического плана Дитерихсу, кроме всего остального, нужен только такой отчаянный кавалерийский генерал как Нечаев, уже давно уехавший в Харбин, — и никто другой. Сам Нечаев в то время:
...политикой не интересовался и в ней не разбирался, но с нетерпением ждал времени, когда можно будет вновь начать борьбу с большевиками.
В 1922—24 годах — член «Дальневосточного монархистского Союза», в 1922—37 годах — «Русского общевоинского союза».

### Гражданская война в Китае — «Нечаевская Бригада»
В сентябре 1924—28 годах — участвовал в Гражданской войне в Китае в составе войск правителя Маньчжурии Чжан Цзолина, командир 1-й Отдельной «Нечаевской» бригады из русских эмигрантов-добровольцев 1-й Мукденской армии генерала Чжан Цзунчана. Прославился последовательным и строгим насаждением воинской дисциплины. С 1924 года — генерал-майор, с 1925 года — генерал-лейтенант китайской армии Чжан Цзолина. Награждён рядом китайских орденов.
Роль «Нечаевской бригады» в китайской Гражданской войне охарактеризована самим Наркоминдел СССР Чичериным в записке о ходе политической и военной поддержки Советским Союзом партии Гоминьдан так:
[Нечаевский отряд] белых кондотьеров безнаказанно разгуливает по всему Китаю и, пользуясь своей высокой военной квалификацией, одерживает победы.
После чего советскому представителю предлагалось заявить протест присутствующим в Китае иностранным державам.
По воспоминаниям генерала Лукомского, после взятия нечаевским бронепоездами Шанхая в 1925 году, Нечаев при личной встрече рассказал ему, что они (офицеры Русской бригады) смотрят на своё участие в китайской смуте как на временное явление, чтобы ценой его купить право иметь в Маньчжурии постоянный русский отряд, который потом можно будет увеличить и употребить на борьбу с большевиками.
Историк Сергей Балмасов в своей книге «Белоэмигранты на военной службе в Китае» цитирует такую характеристику личности Нечаева, подслушанную среди русских солдат журналистом Ивановым:
Говорят про Нечаева, слышны нотки восхищения его храбростью и заботливостью о солдатах: «Ходит в атаку со стеком и ничего больше не берёт! Под самым огнём стоит и хоть бы что! Там такая жара идёт, а он — нипочём! А придёт в казарму, братцы, да вот хотя бы и к нам в команду, и сейчас же: „Табак, братцы, получали? А чистое бельё есть?!“ А кто скажет: „Никак нет, Ваше превосходительство, так он и пойдёт: растуды твою так, распротак, я им, сволочам, покажу! Нате Вам, братцы, денег, купите себе сигарет, а я доложу, кому надо!!“ Что и говорить, в бою он — не дай Бог, не жалеет себя и других. Вышли сначала без винтовок, только у половины они были. Ну, значит, ему и докладывают, а он рассыпал всех в цепь, встал сам во весь рост, пули свистят, а он стеком вперёд показывает и говорит: „Вот, брательники, наши винтовки, давайте-ка возьмём их!“ А чуть мы дома, так заботится о нас и с солдатом — запросто!»
При этом, по сведениям Балмасова, Иванов к тому времени Нечаева лично не знал, и — более того, находился на жалованье у Николая и Спиридона Меркуловых, которые более были заинтересованы не в подъёме авторитета Нечаева, а в использовании этого авторитета в своих целях — коммерческих: через Меркуловых проходило финансирование Нечаевской бригады; и — политических: таких, как увеличение престижа и политического веса РФП.
Касательно отношений Нечаева с русскими фашистами в Китае: по сведениям того же Балмасова, в 20-е годы Нечаев был настроен к фашистским идеям крайне скептически. Балмасов цитирует источник, утверждающий, что на все попытки Меркулова втянуть его (Нечаева) в деятельность финансировавшейся Меркуловыми РФП Нечаев отделывался крайне скептическими вопросами о реальных достижениях фашистов в борьбе с коммунизмом.

### В отставке
После тяжелого ранения в 1926 году — и последовавших ампутации правой ноги и инсульта, вызванных, по некоторым сведениям, алкогольной зависимостью и развалом бригады в его отсутствие соответственно, — Нечаев в 1928 году уволился из армии и непродолжительное время жил в Циндао.
С 1928 года поселился в китайском Дайрене. Не служил, занимался домашним хозяйством. С 1930 года член правления, а затем более двух лет — председатель «Русской национальной общины» в Дайрене, уполномоченный главы русской эмиграции Дмитрия Хорвата. На 25 мая 1935 года работал брокером в Дайрене. С 19 декабря 1936 года — начальник отдела в дайренском отделении БРЭМ, а с 20 января по 3 февраля 1936 года — заместитель начальника отделения того же Бюро.

## Вторая мировая война
С 15 марта 1943 года — начальник Бюро по делам русской эмиграции в Дайрене. В 1943 году вновь избран председателем дайренского отделения «Русской национальной общины».

## Арест советскими властями, обвинения в «пособничестве фашистам», казнь и посмертная реабилитация
В августе 1945 года арестован в Дайрене сотрудниками ГУКР «СМЕРШ» и доставлен в Читу.
В материалах уголовного дела значился как «пособник фашистов» — был обвинён и осуждён по двум пунктам 58-й статьи.
2 ноября 1945 года приговорён военным трибуналом 6-й гвардейской танковой армии Забайкальского фронта по ст. 58-2, 58-11 УК РСФСР к высшей мере наказания без конфискации имущества — за отсутствием такового. Согласно воспоминаний Арцишевской, секретаря Нечаева по делам БРЭМ, незадолго до ареста свое небольшое личное имущество он раздал на память сотрудникам. 30 декабря 1945 года Военная коллегия Верховного суда СССР рассмотрела кассационную жалобу и оставила приговор в силе.
Расстрелян в Чите 5 февраля 1946 года.
Реабилитирован 29 апреля 1992 года военной прокуратурой ЗабВО.

## Награды
- орден Св. Георгия IV степени, награждён Верховным правителем России
- орден Св. Владимира III степени с мечами
- орден Св. Владимира IV степени с мечами и бантом (13.11.1915)
- орден Св. Анны II степени с мечами (27.02.1915)[14]
- орден Св. Станислава II степени с мечами (6.03.1915)[15]
- орден Св. Станислава III степени (18.02.1914)[16]
- орден Св. Анны III степени с мечами и бантом (4.03.1915)[17]
- орден Св. Анны IV степени с надписью «За храбрость» (21.06.1916)[18]
- Знак отличия Военного ордена «За Великий Сибирский поход» I степени
- Орден Чудесного колоса в драгоценном сиянии II степени, 1926 год, Китай[19]